# Premierzy Japonii
Premiera Japonii mianuje cesarz po desygnowaniu go przez parlament Japonii (Kokkai) spośród swoich członków. Następnie, po otrzymaniu wotum zaufania w Izbie Reprezentantów, obejmuje on swój urząd. Premier, jako szef gabinetu, wyznacza i dymisjonuje ministrów stanu. Obecny urząd premiera działa na mocy konstytucji z 1946 roku (weszła w życie 3 maja 1947 roku).
Z 62 premierów 15 ukończyło Uniwersytet Tokijski.

## Oficjalna rezydencja premiera
Oficjalna rezydencja premiera (Naikaku-sōridaijin Kantei) (powszechnie używany skrót: Kantei) znajduje się w kwartale rządowym Nagata-chō, w pobliżu gmachu parlamentu (Kokkai-gijidō), w dzielnicy Chiyoda.

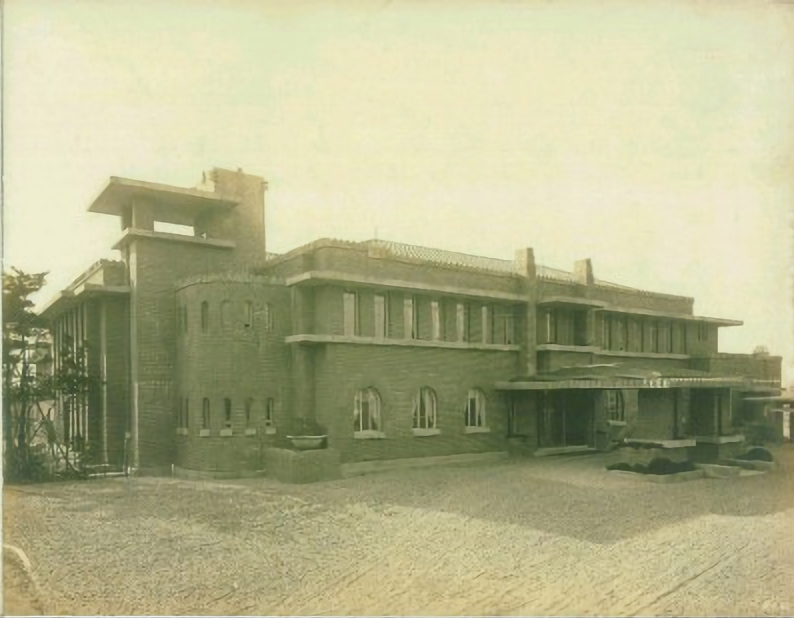
Dawna rezydencja oddana w 1929 r.
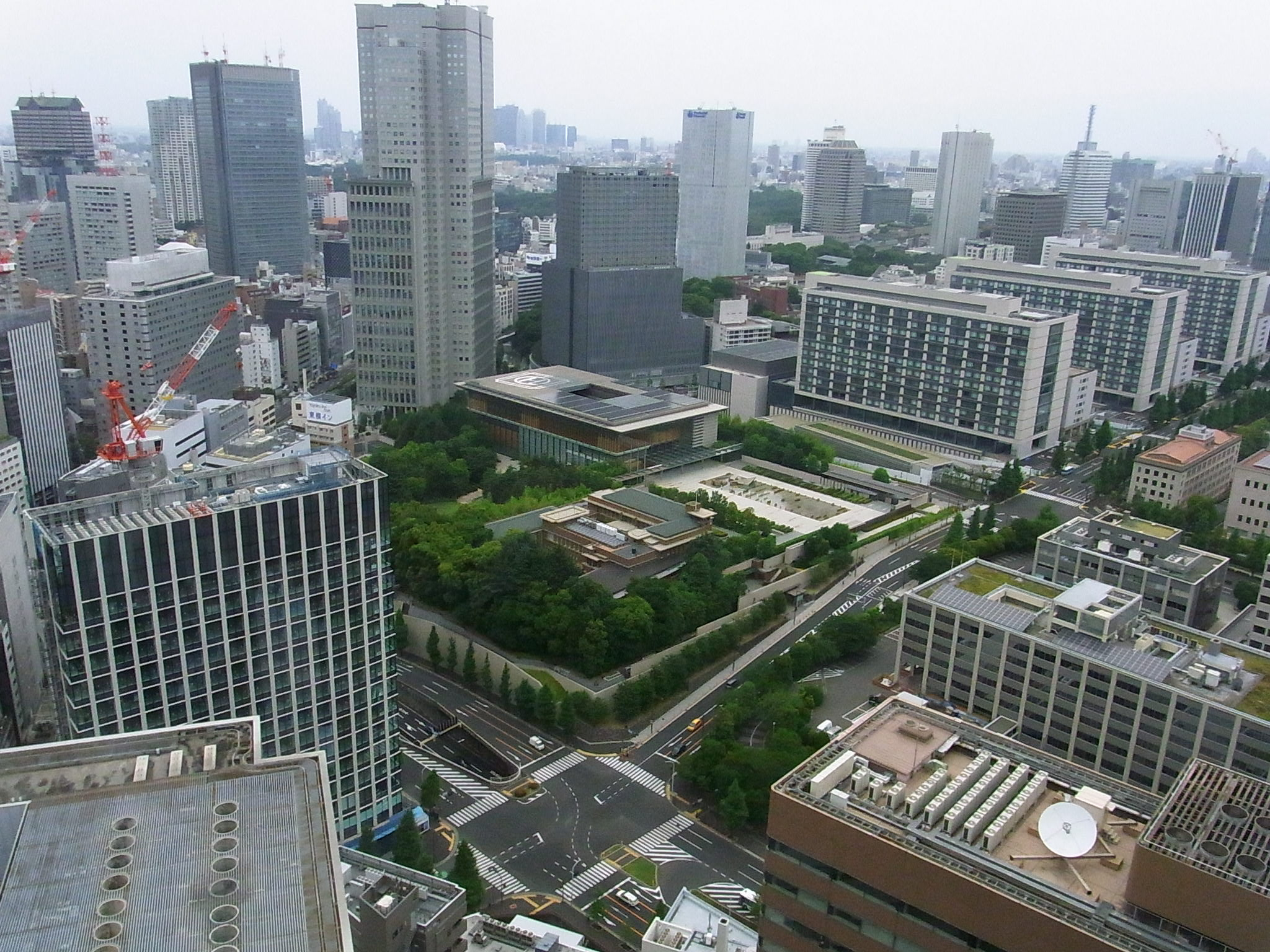
Widok ogólny rezydencji premiera
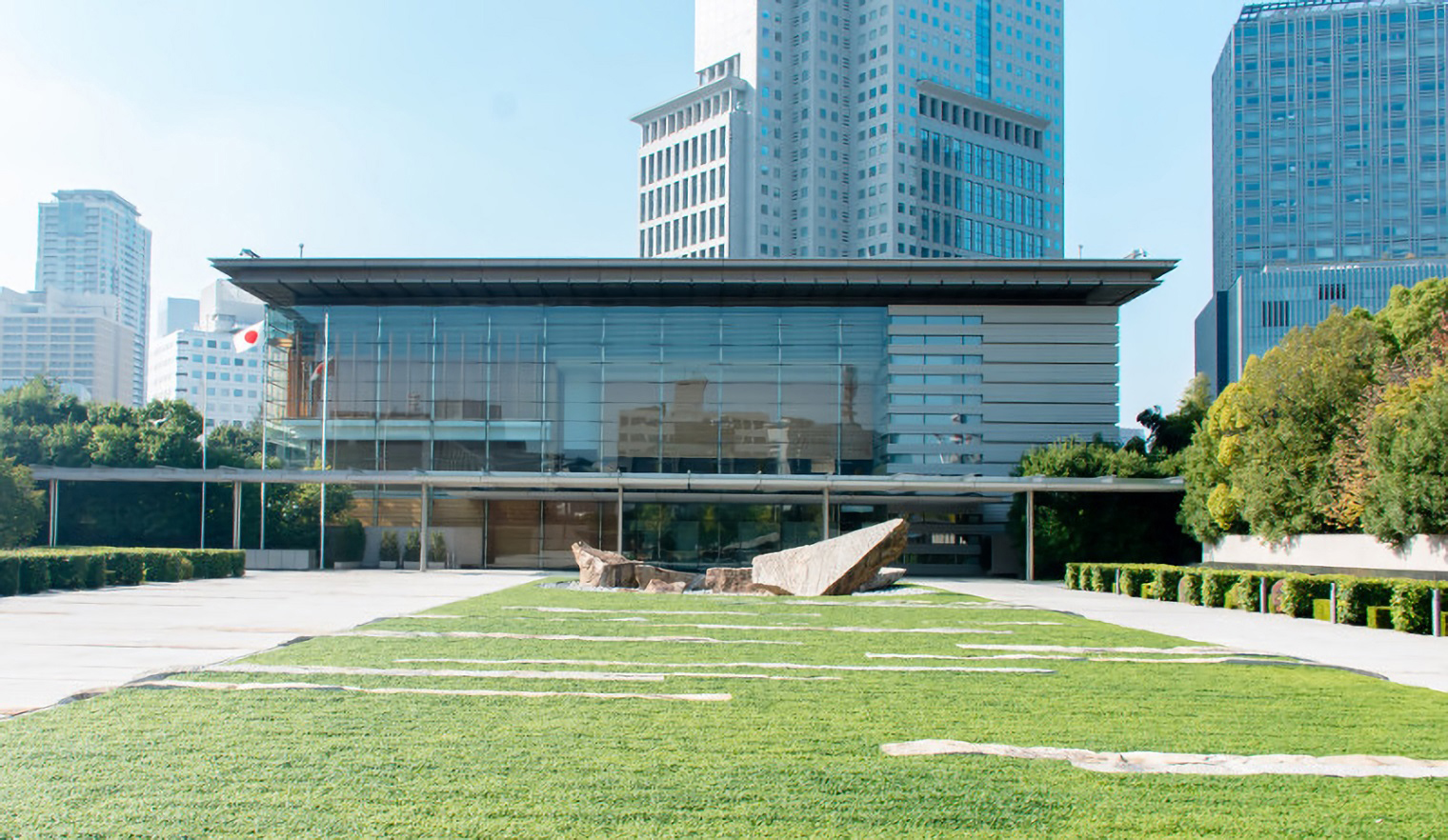
Główne wejście, fasada wschodnia rezydencji
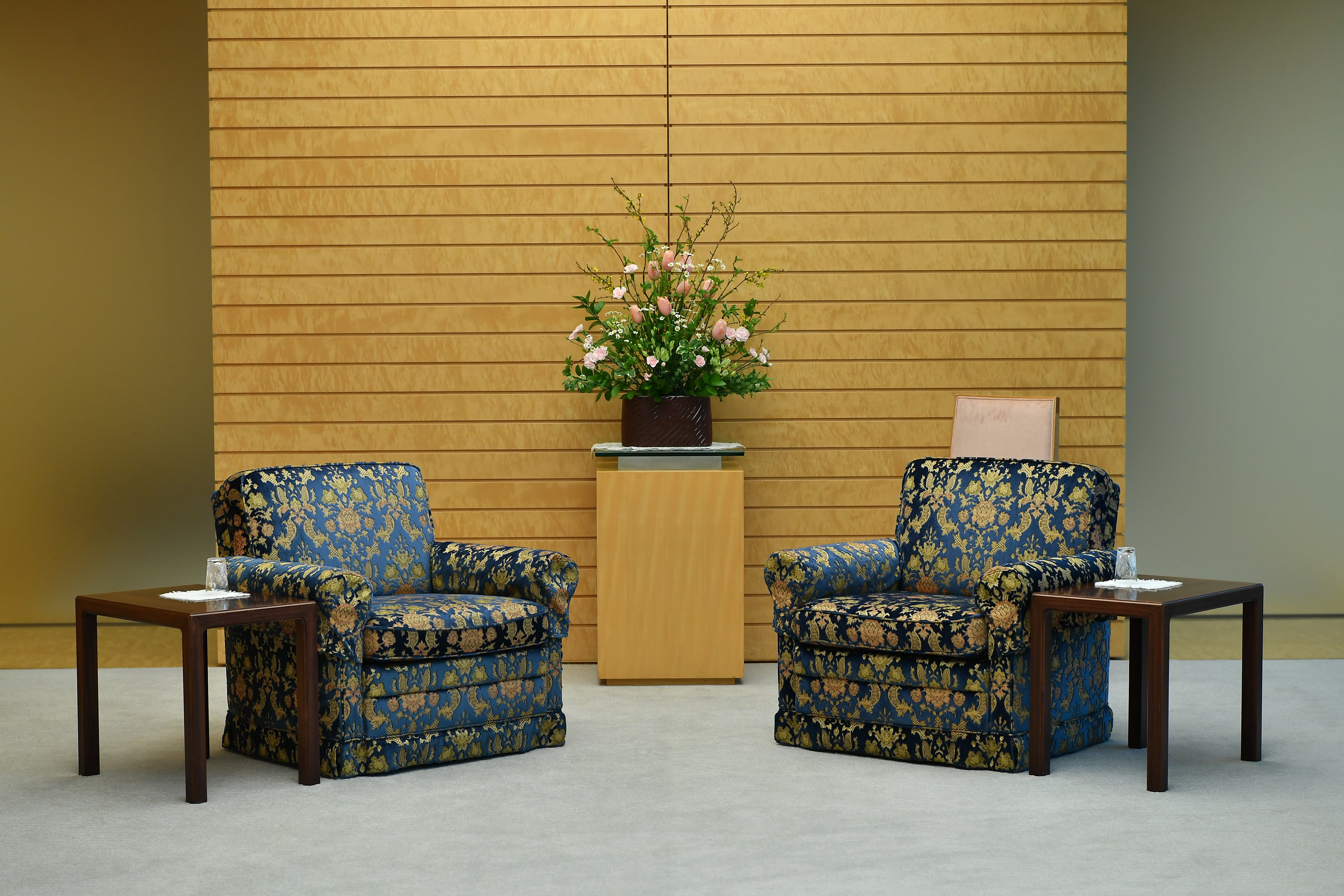
Salon recepcyjny do rozmów „w wąskim gronie”
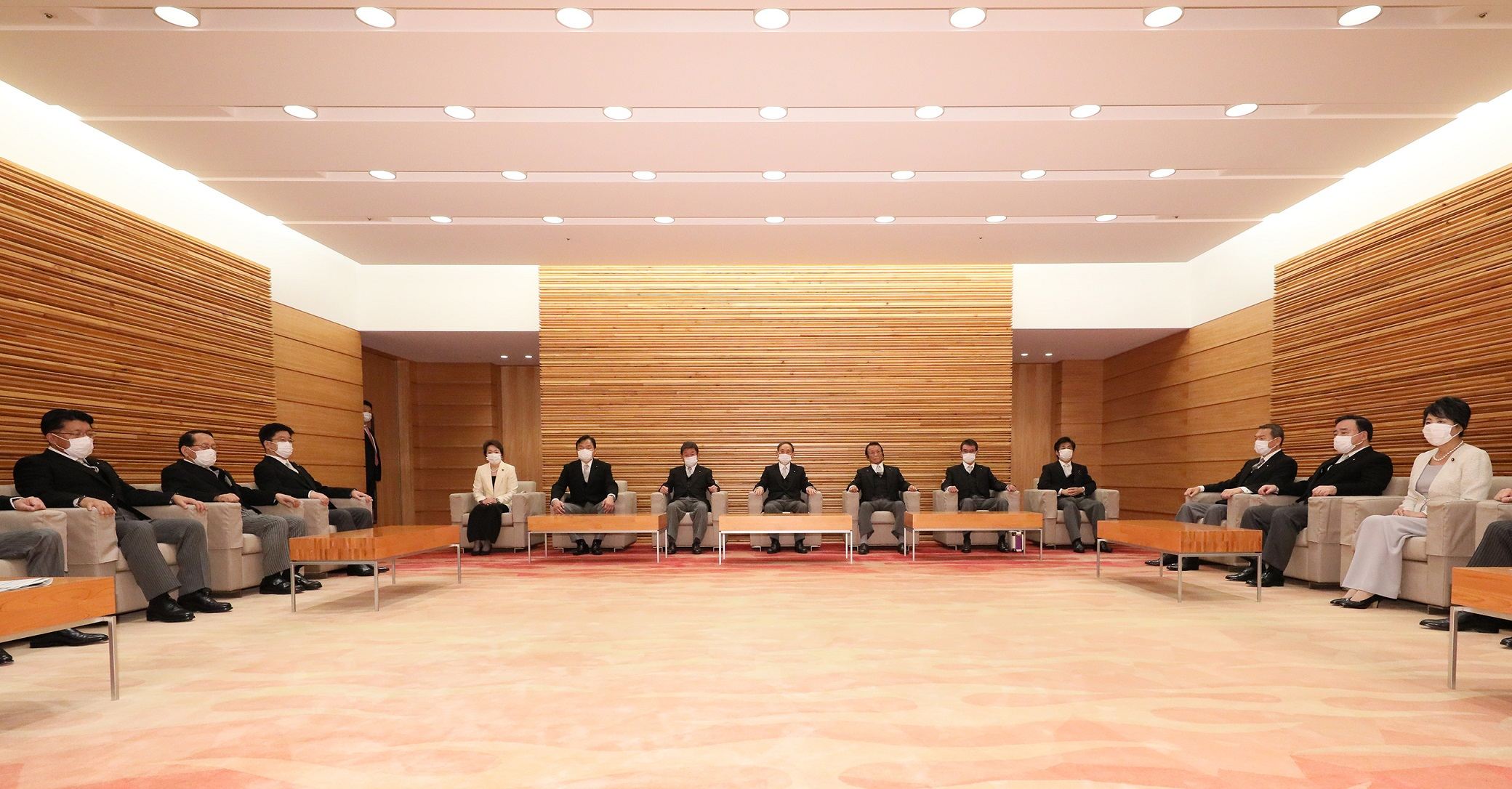
Pierwsze spotkanie gabinetu premiera Yoshihide Sugi

## Cesarstwo Japonii (1868–1947)

### Okres Meiji(1868–1912)
| #   | Premier | Premier                                   | Kadencja             | Kadencja             | Partia polityczna | Rząd                                 |
| #   | Portret | Nazwisko i imię                           | Od                   | Do                   | Partia polityczna | Rząd                                 |
| --- | ------- | ----------------------------------------- | -------------------- | -------------------- | ----------------- | ------------------------------------ |
| 1   |         | Itō Hirobumi 伊藤 博文 (1841–1909)        | 22 grudnia 1885      | 30 kwietnia 1888     | bezpartyjny       | Pierwszy rząd Hirobumiego Itō        |
| 2   |         | Kuroda Kiyotaka 黒田 清隆 (1840–1900)     | 30 kwietnia 1888     | 25 października 1889 | bezpartyjny       | Rząd Kiyotakiego Kurody              |
| –   |         | Sanjō Sanetomi 三條 實美 (1837–1891)      | 25 października 1889 | 24 grudnia 1889      | bezpartyjny       | Rząd Kiyotakiego Kurody              |
| 3   |         | Yamagata Aritomo 山縣 有朋 (1838–1922)    | 24 grudnia 1889      | 6 maja 1891          | bezpartyjny       | Pierwszy rząd Aritomo Yamagaty       |
| 4   |         | Matsukata Masayoshi 松方 正義 (1835–1924) | 6 maja 1891          | 8 sierpnia 1892      | bezpartyjny       | Pierwszy rząd Masayoshiego Matsukaty |
| (1) |         | Itō Hirobumi 伊藤 博文 (1841–1909)        | 8 sierpnia 1892      | 31 sierpnia 1896     | bezpartyjny       | Drugi rząd Hirobumiego Itō           |
| –   |         | Kuroda Kiyotaka 黑田 清隆 (1840–1900)     | 31 sierpnia 1896     | 18 września 1896     | bezpartyjny       | Drugi rząd Hirobumiego Itō           |
| (4) |         | Matsukata Masayoshi 松方 正義 (1835–1924) | 18 września 1896     | 12 stycznia 1898     | bezpartyjny       | Drugi rząd Masayoshiego Matsukaty    |
| (1) |         | Itō Hirobumi 伊藤 博文 (1841–1909)        | 12 stycznia 1898     | 30 czerwca 1898      | bezpartyjny       | Trzeci rząd Hirobumiego Itō          |
| 5   |         | Ōkuma Shigenobu 大隈 重信 (1838–1922)     | 30 czerwca 1898      | 8 listopada 1898     | Kenseitō          | Pierwszy rząd Shigenobu Ōkumy        |
| (3) |         | Yamagata Aritomo 山縣 有朋 (1838–1922)    | 8 listopada 1898     | 19 października 1900 | bezpartyjny       | Drugi rząd Aritomo Yamagaty          |
| (1) |         | Itō Hirobumi 伊藤 博文 (1841–1909)        | 19 października 1900 | 10 maja 1901         | Rikken Seiyūkai   | Czwarty rząd Hirobumiego Itō         |
| –   |         | Saionji Kinmochi 西園寺 公望 (1849–1940)  | 10 maja 1901         | 2 czerwca 1901       | Rikken Seiyūkai   | Czwarty rząd Hirobumiego Itō         |
| 6   |         | Katsura Tarō 桂 太郎 (1848–1913)          | 2 czerwca 1901       | 7 stycznia 1906      | bezpartyjny       | Pierwszy rząd Tarō Katsury           |
| 7   |         | Saionji Kinmochi 西園寺 公望 (1849–1940)  | 7 stycznia 1906      | 14 lipca 1908        | Rikken Seiyūkai   | Pierwszy rząd Kinmochiego Saionji    |
| (6) |         | Katsura Tarō 桂 太郎 (1848–1913)          | 14 lipca 1908        | 30 sierpnia 1911     | bezpartyjny       | Drugi rząd Tarō Katsury              |
| (7) |         | Saionji Kinmochi 西園寺 公望 (1849–1940)  | 30 sierpnia 1911     | 21 grudnia 1912      | Rikken Seiyūkai   | Drugi rząd Kinmochiego Saionji       |

### Okres Taishō(1912–1926)
| #   | Premier | Premier                                    | Kadencja            | Kadencja            | Partia polityczna | Rząd                               |
| #   | Portret | Nazwisko i imię                            | Od                  | Do                  | Partia polityczna | Rząd                               |
| --- | ------- | ------------------------------------------ | ------------------- | ------------------- | ----------------- | ---------------------------------- |
| (6) |         | Katsura Tarō 桂 太郎 (1848–1913)           | 21 grudnia 1912     | 20 lutego 1913      | bezpartyjny       | Trzeci rząd Tarō Katsury           |
| 8   |         | Yamamoto Gonnohyōe 山本 權兵衛 (1852–1933) | 20 lutego 1913      | 16 kwietnia 1914    | wojskowy          | Pierwszy rząd Gonnohyōe Yamamoto   |
| (5) |         | Ōkuma Shigenobu 大隈 重信 (1838–1922)      | 16 kwietnia 1914    | 9 października 1916 | Rikken Dōshikai   | Drugi rząd Shigenobu Ōkumy         |
| 9   |         | Terauchi Masatake 寺内 正毅 (1852–1919)    | 9 października 1916 | 29 września 1918    | wojskowy          | Rząd Masatake Terauchiego          |
| 10  |         | Hara Takashi 原 敬 (1856–1921)             | 29 września 1918    | 4 listopada 1921    | Rikken Seiyūkai   | Rząd Takashiego Hary               |
| –   |         | Uchida Kōsai 内田 康哉 (1865–1936)         | 4 listopada 1921    | 13 listopada 1921   | bezpartyjny       | Rząd Takashiego Hary               |
| 11  |         | Takahashi Korekiyo 高橋 是清 (1854–1936)   | 13 listopada 1921   | 12 czerwca 1922     | Rikken Seiyūkai   | Rząd Korekiyo Takahashiego         |
| 12  |         | Katō Tomosaburō 加藤 友三郎 (1861–1923)    | 12 czerwca 1922     | 24 sierpnia 1923    | wojskowy          | Rząd Tomosaburō Katō               |
| –   |         | Uchida Kōsai 内田 康哉 (1865–1936)         | 24 sierpnia 1923    | 2 września 1923     | bezpartyjny       | Rząd Tomosaburō Katō               |
| (8) |         | Yamamoto Gonnohyōe 山本 權兵衛 (1852–1933) | 2 września 1923     | 7 stycznia 1924     | wojskowy          | Drugi rząd Gonnohyōe Yamamoto      |
| 13  |         | Kiyoura Keigo 清浦 奎吾 (1850–1942)        | 7 stycznia 1924     | 11 czerwca 1924     | bezpartyjny       | Rząd Keigo Kiyoury                 |
| 14  |         | Katō Takaaki 加藤 高明 (1860–1926)         | 11 czerwca 1924     | 28 stycznia 1926    | Kenseikai         | Rząd Takaakiego Katō               |
| 15  |         | Wakatsuki Reijirō 若槻 禮次郎 (1866–1949)  | 28 stycznia 1926    | 20 kwietnia 1927    | Kenseikai         | Pierwszy rząd Reijirō Wakatsukiego |

### Okres Shōwa(1926–1947)
| #    | Premier       | Premier                                             | Kadencja             | Kadencja                   | Partia polityczna                           | Rząd                            |
| #    | Portret       | Nazwisko i imię                                     | Od                   | Do                         | Partia polityczna                           | Rząd                            |
| ---- | ------------- | --------------------------------------------------- | -------------------- | -------------------------- | ------------------------------------------- | ------------------------------- |
| 16   |               | Tanaka Giichi 田中 義一 (1864–1929)                 | 20 kwietnia 1927     | 2 lipca 1929               | Rikken Seiyūkai                             | Rząd Giichiego Tanaki           |
| 17   |               | Hamaguchi Osachi 濱口 雄幸 (1870–1931)              | 2 lipca 1929         | 14 kwietnia 1931           | Rikken Minseitō                             | Rząd Osachiego Hamaguchiego     |
| (15) |               | Wakatsuki Reijirō 若槻 禮次郞 (1866–1949)           | 14 kwietnia 1931     | 13 grudnia 1931            | Rikken Minseitō                             | Drugi rząd Reijirō Wakatsukiego |
| 18   |               | Inukai Tsuyoshi 犬養 毅 (1855–1932)                 | 13 grudnia 1931      | 15 maja 1932               | Rikken Seiyūkai                             | Rząd Tsuyoshiego Inukaia        |
| –    |               | Takahashi Korekiyo 高橋 是清 (1854–1936)            | 15 maja 1932         | 26 maja 1932               | Rikken Seiyūkai                             | Rząd Tsuyoshiego Inukaia        |
| 19   |               | Saitō Makoto 齋藤 實 (1858–1936)                    | 26 maja 1932         | 8 lipca 1934               | wojskowy                                    | Rząd Makoto Saitō               |
| 20   |               | Okada Keisuke 岡田 啓介 (1868–1952)                 | 8 lipca 1934         | 9 marca 1936               | wojskowy                                    | Rząd Keisuke Okady              |
| 21   |               | Hirota Kōki 廣田 弘毅 (1878–1948)                   | 9 marca 1936         | 2 lutego 1937              | bezpartyjny                                 | Rząd Kōkiego Hiroty             |
| 22   |               | Hayashi Senjūrō 林 銑十郞 (1876–1943)               | 2 lutego 1937        | 4 czerwca 1937             | wojskowy                                    | Rząd Senjūrō Hayashiego         |
| 23   |               | Konoe Fumimaro 近衞 文麿 (1891–1945)                | 4 czerwca 1937       | 5 stycznia 1939            | bezpartyjny                                 | Pierwszy rząd Fumimaro Konoe    |
| 24   |               | Hiranuma Kiichirō 平沼 騏一郞 (1867–1952)           | 5 stycznia 1939      | 30 sierpnia 1939           | bezpartyjny                                 | Rząd Kiichirō Hiranumy          |
| 25   |               | Abe Nobuyuki 阿部 信行 (1875–1953)                  | 30 sierpnia 1939     | 16 stycznia 1940           | wojskowy                                    | Rząd Noboyukiego Abego          |
| 26   |               | Yonai Mitsumasa 米内 光政 (1880–1948)               | 16 stycznia 1940     | 22 lipca 1940              | wojskowy                                    | Rząd Mitsumasy Yonaia           |
| (23) |               | Konoe Fumimaro 近衞 文麿 (1891–1945)                | 22 lipca 1940        | 18 lipca 1941              | Taisei Yokusankai (od 12 października 1940) | Drugi rząd Fumimaro Konoe       |
| (23) | 18 lipca 1941 | Konoe Fumimaro 近衞 文麿 (1891–1945)                | 18 października 1941 | Trzeci rząd Fumimaro Konoe | Taisei Yokusankai (od 12 października 1940) |                                 |
| 27   |               | Tōjō Hideki 東條 英機 (1884–1948)                   | 18 października 1941 | 22 lipca 1944              | Taisei Yokusankai                           | Rząd Hidekiego Tōjō             |
| 28   |               | Koiso Kuniaki 小磯 國昭 (1880–1950)                 | 22 lipca 1944        | 7 kwietnia 1945            | Taisei Yokusankai                           | Rząd Kuniakiego Koiso           |
| 29   |               | Suzuki Kantarō 鈴木 貫太郞 (1868–1948)              | 7 kwietnia 1945      | 17 sierpnia 1945           | bezpartyjny                                 | Rząd Kantarō Suzukiego          |
| 30   |               | Książę Higashikuni Naruhiko 東久邇 稔彦 (1887–1990) | 17 sierpnia 1945     | 9 października 1945        | bezpartyjny                                 | Rząd Naruhiko Higashikuniego    |
| 31   |               | Shidehara Kijūrō 幣原 喜重郞 (1872–1951)            | 9 października 1945  | 22 maja 1946               | Nihon Shimpotō                              | Rząd Kijūrō Shidehary           |
| 32   |               | Yoshida Shigeru 吉田 茂 (1878–1967)                 | 22 maja 1946         | 24 maja 1947               | Jiyūtō                                      | Pierwszy rząd Shigeru Yoshidy   |

## Państwo Japońskie (od 1947)

### Okres Shōwa(1947–1989)
| #    | Premier              | Premier                                   | Kadencja             | Kadencja                      | Partia polityczna                        | Rząd                             |
| #    | Portret              | Nazwisko i imię                           | Od                   | Do                            | Partia polityczna                        | Rząd                             |
| ---- | -------------------- | ----------------------------------------- | -------------------- | ----------------------------- | ---------------------------------------- | -------------------------------- |
| 33   |                      | Katayama Tetsu 片山 哲 (1887–1978)        | 24 maja 1947         | 10 marca 1948                 | Nihon Shakaitō                           | Rząd Tetsu Katayamy              |
| 34   |                      | Ashida Hitoshi 芦田 均 (1887–1959)        | 10 marca 1948        | 15 października 1948          | Minshutō                                 | Rząd Hitoshiego Ashidy           |
| (32) |                      | Yoshida Shigeru 吉田 茂 (1878–1967)       | 15 października 1948 | 16 lutego 1949                | Minshu Jiyūtō (do 1950);Jiyūtō (od 1950) | Drugi rząd Shigeru Yoshidy       |
| (32) | 16 lutego 1949       | Yoshida Shigeru 吉田 茂 (1878–1967)       | 30 października 1952 | Trzeci rząd Shigeru Yoshidy   | Minshu Jiyūtō (do 1950);Jiyūtō (od 1950) |                                  |
| (32) | 30 października 1952 | Yoshida Shigeru 吉田 茂 (1878–1967)       | 21 maja 1953         | Czwarty rząd Shigeru Yoshidy  | Minshu Jiyūtō (do 1950);Jiyūtō (od 1950) |                                  |
| (32) | 21 maja 1953         | Yoshida Shigeru 吉田 茂 (1878–1967)       | 10 grudnia 1954      | Piąty rząd Shigeru Yoshidy    | Minshu Jiyūtō (do 1950);Jiyūtō (od 1950) |                                  |
| 35   |                      | Hatoyama Ichirō 鳩山 一郎 (1883–1959)     | 10 grudnia 1954      | 19 marca 1955                 | Nihon Minshutō (do 1955)                 | Pierwszy rząd Ichirō Hatoyamy    |
| 35   | 19 marca 1955        | Hatoyama Ichirō 鳩山 一郎 (1883–1959)     | 22 listopada 1955    | Drugi rząd Ichirō Hatoyamy    | Nihon Minshutō (do 1955)                 |                                  |
| (35) | 22 listopada 1955    | Hatoyama Ichirō 鳩山 一郎 (1883–1959)     | 23 grudnia 1956      | Jimintō (od 1955)             | Trzeci rząd Ichirō Hatoyamy              |                                  |
| 36   |                      | Ishibashi Tanzan 石橋 湛山 (1884–1973)    | 23 grudnia 1956      | 25 lutego 1957                | Jimintō                                  | Rząd Tanzana Ishibashiego        |
| 37   |                      | Kishi Nobusuke 岸 信介 (1896–1987)        | 25 lutego 1957       | 12 czerwca 1958               | Jimintō                                  | Pierwszy rząd Nobusuke Kishiego  |
| 37   | 12 czerwca 1958      | Kishi Nobusuke 岸 信介 (1896–1987)        | 19 lipca 1960        | Drugi rząd Nobusuke Kishiego  | Jimintō                                  |                                  |
| 38   |                      | Ikeda Hayato 池田 勇人 (1899–1965)        | 19 lipca 1960        | 8 grudnia 1960                | Jimintō                                  | Pierwszy rząd Hayato Ikedy       |
| 38   | 8 grudnia 1960       | Ikeda Hayato 池田 勇人 (1899–1965)        | 9 grudnia 1963       | Drugi rząd Hayato Ikedy       | Jimintō                                  |                                  |
| 38   | 9 grudnia 1963       | Ikeda Hayato 池田 勇人 (1899–1965)        | 9 listopada 1964     | Trzeci rząd Hayato Ikedy      | Jimintō                                  |                                  |
| 39   |                      | Satō Eisaku 佐藤 榮作 (1901–1975)         | 9 listopada 1964     | 17 lutego 1967                | Jimintō                                  | Pierwszy rząd Eisaku Satō        |
| 39   | 17 lutego 1967       | Satō Eisaku 佐藤 榮作 (1901–1975)         | 14 stycznia 1970     | Drugi rząd Eisaku Satō        | Jimintō                                  |                                  |
| 39   | 14 stycznia 1970     | Satō Eisaku 佐藤 榮作 (1901–1975)         | 7 lipca 1972         | Trzeci rząd Eisaku Satō       | Jimintō                                  |                                  |
| 40   |                      | Tanaka Kakuei 田中 角榮 (1918–1993)       | 7 lipca 1972         | 22 grudnia 1972               | Jimintō                                  | Pierwszy rząd Kakueia Tanaki     |
| 40   | 22 grudnia 1972      | Tanaka Kakuei 田中 角榮 (1918–1993)       | 9 grudnia 1974       | Drugi rząd Kakueia Tanaki     | Jimintō                                  |                                  |
| 41   |                      | Miki Takeo 三木 武夫 (1907–1988)          | 9 grudnia 1974       | 24 grudnia 1976               | Jimintō                                  | Rząd Takeo Mikiego               |
| 42   |                      | Fukuda Takeo 福田 赳夫 (1905–1995)        | 24 grudnia 1976      | 7 grudnia 1978                | Jimintō                                  | Rząd Takeo Fukudy                |
| 43   |                      | Ōhira Masayoshi 大平 正芳 (1910–1980)     | 7 grudnia 1978       | 9 listopada 1979              | Jimintō                                  | Pierwszy rząd Masayoshiego Ōhiry |
| 43   | 9 listopada 1979     | Ōhira Masayoshi 大平 正芳 (1910–1980)     | 12 czerwca 1980      | Drugi rząd Masayoshiego Ōhiry | Jimintō                                  |                                  |
| –    |                      | Itō Masayoshi 伊東 正義 (1913–1994)       | 12 czerwca 1980      | Drugi rząd Masayoshiego Ōhiry | Jimintō                                  | 17 lipca 1980                    |
| 44   |                      | Suzuki Zenkō 鈴木 善幸 (1911–2004)        | 17 lipca 1980        | 27 listopada 1982             | Jimintō                                  | Rząd Zenkō Suzukiego             |
| 45   |                      | Nakasone Yasuhiro 中曽根 康弘 (1918–2019) | 27 listopada 1982    | 27 grudnia 1983               | Jimintō                                  | Pierwszy rząd Yasuhiro Nakasone  |
| 45   | 27 grudnia 1983      | Nakasone Yasuhiro 中曽根 康弘 (1918–2019) | 22 lipca 1986        | Drugi rząd Yasuhiro Nakasone  | Jimintō                                  |                                  |
| 45   | 22 lipca 1986        | Nakasone Yasuhiro 中曽根 康弘 (1918–2019) | 6 listopada 1987     | Trzeci rząd Yasuhiro Nakasone | Jimintō                                  |                                  |
| 46   |                      | Takeshita Noboru 竹下 登 (1924–2000)      | 6 listopada 1987     | 3 czerwca 1989                | Jimintō                                  | Rząd Noboru Takeshity            |

### Okres HeiseiiReiwa(od 1989)
| #    | Premier           | Premier                                   | Kadencja            | Kadencja                          | Partia polityczna | Rząd                                |
| #    | Portret           | Nazwisko i imię                           | Od                  | Do                                | Partia polityczna | Rząd                                |
| ---- | ----------------- | ----------------------------------------- | ------------------- | --------------------------------- | ----------------- | ----------------------------------- |
| 47   |                   | Uno Sōsuke 宇野 宗佑 (1922–1998)          | 3 czerwca 1989      | 10 sierpnia 1989                  | Jimintō           | Rząd Sōsuke Uno                     |
| 48   |                   | Kaifu Toshiki 海部 俊樹 (1931–2022)       | 10 sierpnia 1989    | 28 lutego 1990                    | Jimintō           | Pierwszy rząd Toshikiego Kaifu      |
| 48   | 28 lutego 1990    | Kaifu Toshiki 海部 俊樹 (1931–2022)       | 5 listopada 1991    | Drugi rząd Toshikiego Kaifu       | Jimintō           |                                     |
| 49   |                   | Miyazawa Kiichi 宮澤 喜一 (1919–2007)     | 5 listopada 1991    | 9 sierpnia 1993                   | Jimintō           | Rząd Kiichiego Miyazawy             |
| 50   |                   | Hosokawa Morihiro 細川 護熙 (1938–)       | 9 sierpnia 1993     | 28 kwietnia 1994                  | Nihon Shintō      | Rząd Morihiro Hosokawy              |
| 51   |                   | Hata Tsutomu 羽田 孜 (1935–2017)          | 28 kwietnia 1994    | 30 czerwca 1994                   | Shinseitō         | Rząd Tsutomu Haty                   |
| 52   |                   | Murayama Tomiichi 村山 富市 (1924–)       | 30 czerwca 1994     | 11 stycznia 1996                  | Nihon Shakaitō    | Rząd Tomiichiego Murayamy           |
| 53   |                   | Hashimoto Ryūtarō 橋本 龍太郎 (1937–2006) | 11 stycznia 1996    | 7 listopada 1996                  | Jimintō           | Pierwszy rząd Ryūtarō Hashimoto     |
| 53   | 7 listopada 1996  | Hashimoto Ryūtarō 橋本 龍太郎 (1937–2006) | 30 lipca 1998       | Drugi rząd Ryūtarō Hashimoto      | Jimintō           |                                     |
| 54   |                   | Obuchi Keizō 小渕 恵三 (1937–2000)        | 30 lipca 1998       | 5 kwietnia 2000                   | Jimintō           | Rząd Keizō Obuchiego                |
| 55   |                   | Mori Yoshirō 森 喜朗 (1937–)              | 5 kwietnia 2000     | 4 lipca 2000                      | Jimintō           | Pierwszy rząd Yoshirō Moriego       |
| 55   | 4 lipca 2000      | Mori Yoshirō 森 喜朗 (1937–)              | 26 kwietnia 2001    | Drugi rząd Yoshirō Moriego        | Jimintō           |                                     |
| 56   |                   | Koizumi Jun’ichirō 小泉 純一郎 (1942–)    | 26 kwietnia 2001    | 19 listopada 2003                 | Jimintō           | Pierwszy rząd Jun’ichirō Koizumiego |
| 56   | 19 listopada 2003 | Koizumi Jun’ichirō 小泉 純一郎 (1942–)    | 21 września 2005    | Drugi rząd Jun’ichirō Koizumiego  | Jimintō           |                                     |
| 56   | 21 września 2005  | Koizumi Jun’ichirō 小泉 純一郎 (1942–)    | 26 września 2006    | Trzeci rząd Jun’ichirō Koizumiego | Jimintō           |                                     |
| 57   |                   | Abe Shinzō 安倍 晋三 (1954–2022)          | 26 września 2006    | 26 września 2007                  | Jimintō           | Pierwszy rząd Shinzō Abego          |
| 58   |                   | Fukuda Yasuo 福田 康夫 (1936–)            | 26 września 2007    | 24 września 2008                  | Jimintō           | Rząd Yasuo Fukudy                   |
| 59   |                   | Asō Tarō 麻生 太郎 (1940–)                | 24 września 2008    | 16 września 2009                  | Jimintō           | Rząd Tarō Asō                       |
| 60   |                   | Hatoyama Yukio 鳩山 由紀夫 (1947–)        | 16 września 2009    | 8 czerwca 2010                    | Minshutō          | Rząd Yukio Hatoyamy                 |
| 61   |                   | Kan Naoto 菅 直人 (1946–)                 | 8 czerwca 2010      | 2 września 2011                   | Minshutō          | Rząd Naoto Kana                     |
| 62   |                   | Noda Yoshihiko 野田 佳彦 (1957–)          | 2 września 2011     | 26 grudnia 2012                   | Minshutō          | Rząd Yoshihiko Nody                 |
| (57) |                   | Abe Shinzō 安倍 晋三 (1954–2022)          | 26 grudnia 2012     | 24 grudnia 2014                   | Jimintō           | Drugi rząd Shinzō Abego             |
| (57) | 24 grudnia 2014   | Abe Shinzō 安倍 晋三 (1954–2022)          | 1 listopada 2017    | Trzeci rząd Shinzō Abego          | Jimintō           |                                     |
| (57) | 1 listopada 2017  | Abe Shinzō 安倍 晋三 (1954–2022)          | 16 września 2020    | Czwarty rząd Shinzō Abego         | Jimintō           |                                     |
| 63   |                   | Suga Yoshihide 菅 義偉 (1948–)            | 16 września 2020    | 4 października 2021               | Jimintō           | Rząd Yoshihide Sugi                 |
| 64   |                   | Kishida Fumio 岸田 文雄 (1957–)           | 4 października 2021 | 10 listopada 2021                 | Jimintō           | Pierwszy rząd Fumio Kishidy         |
| 64   | 10 listopada 2021 | Kishida Fumio 岸田 文雄 (1957–)           | 1 października 2024 | Drugi rząd Fumio Kishidy          | Jimintō           |                                     |
| 65   |                   | Shigeru Ishiba 菅 義偉 (1957–)            | 1 października 2024 | nadal                             | Jimintō           | Rząd Shigeru Ishiba                 |